# Gressoney-La-Trinité
Gressoney-La-Trinité (alemany Greschôney Drifaltigkeit) és un municipi italià, situat a la regió de Vall d'Aosta. L'any 2007 tenia 304 habitants. És un dels municipis on hi viu la minoria walser, de parla alemanya. Limita amb els municipis de Alagna Valsesia, Ayas, Gressoney-Saint-Jean, Riva Valdobbia i Zermatt.

## Divisió interna
És compost per les fraccions Anderbät, Bédémie, Biel, Collete Sann, Ejò, Engé, Fòhré, Gabiet, Gòver, Héché, Montery, Nétschò, Òber Bät, Òbre Eselbode, Òbrò Dejelò, Ònder Bät, Ònderemwoald, Òndre Eselbode, Òndro Dejolò, Òrsio, Rèfetsch, Sannmatto, Selbsteg, Stafal, Stéde, Stòtz, Tache, Tòlo, Tschaval, Tschòbésch-hus, Tschòcke i Wòaldielé.

## Geografia física
Gressoney-La-Trinité es troba als peus del Monte Rosa, a la Vall del Lys (dita Vall de Gressoney), a les fonts del Lys. Forma part de la Comunitat Muntanyenca Walser Alta Vall del Lys. Al territori comunal hi ha l'estació meteorològica de Gressoney-La-Trinité

## Administració

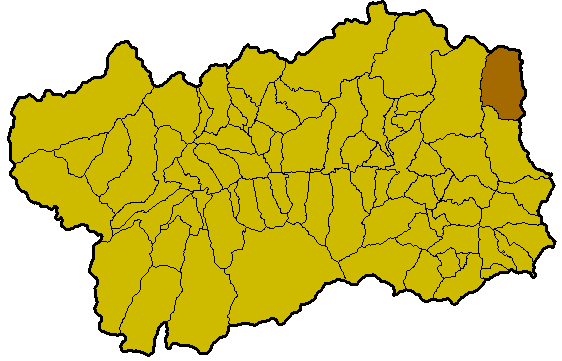
Situació de Gressoney-La-Trinité a la Vall

| Període | Identitat      | Partit        |
| ------- | -------------- | ------------- |
| 2005-   | Massimo Comune | Llista Cívica |